# Gebrüder Wolf
Die Gebrüder Wolf, auch Wolf-Trio, waren Musiker, Komiker und Varietéstars aus Hamburg-Neustadt, die im frühen 20. Jahrhundert international bekannt wurden. Sie galten zu ihrer Zeit als Inbegriff der „Jungs von der Waterkant“.

## Geschichte der Gebrüder Wolf
Die jüdischen Schlachtersöhne Ludwig (1867–1955), Leopold (1869–1926) und James Isaac (1870–1943), die sich wegen des zunehmenden Antisemitismus Wolf-Trio (und nicht etwa Gebrüder Isaac) nannten, traten bereits seit 1895 in Hamburg auf. Unter dem Namen Wolf-Trio, Wolf-Duo und Gebrüder Wolf nahmen die Brüder sowie später teilweise auch ihre Söhne die zu ihrer Zeit enorme Zahl von über 60 Tonträgern mit damals populären Couplets mit witzig-derben Texten („Mariechen, das süße Viehchen“) auf, die bei Auftritten mit entsprechender Kostümierung, meist in Hafenarbeiterkluft als „Fietje“ und „Tetje“, dargeboten wurden.
1906 verließ James Isaac die Gruppe, um sich als Zeitungshändler selbstständig zu machen. Die verbleibenden Brüder benannten sich daraufhin in „Wolf-Duo“ um, wobei Ludwig eher der künstlerische Kopf war, während Leopold sich um die Management-Angelegenheiten kümmerte. 1912/13 gelang ein großer Erfolg durch Auftritte im „Neuen Operetten-Theater“ am Spielbudenplatz auf St. Pauli als Teil der Revue Rund um die Alster. Der Direktor des Theaters, Wilhelm Bendiner, riet den Brüdern, sich auf plattdeutsche Couplets („Döntjes“) zu konzentrieren, in denen er ihre Stärke sah. Der Erfolg von Stücken wie Snuten un Poten und Jung mit’n Tüdelband gab ihm nachträglich recht. Von ihm stammte auch die Idee zur Umbenennung in „Gebrüder Wolf“.

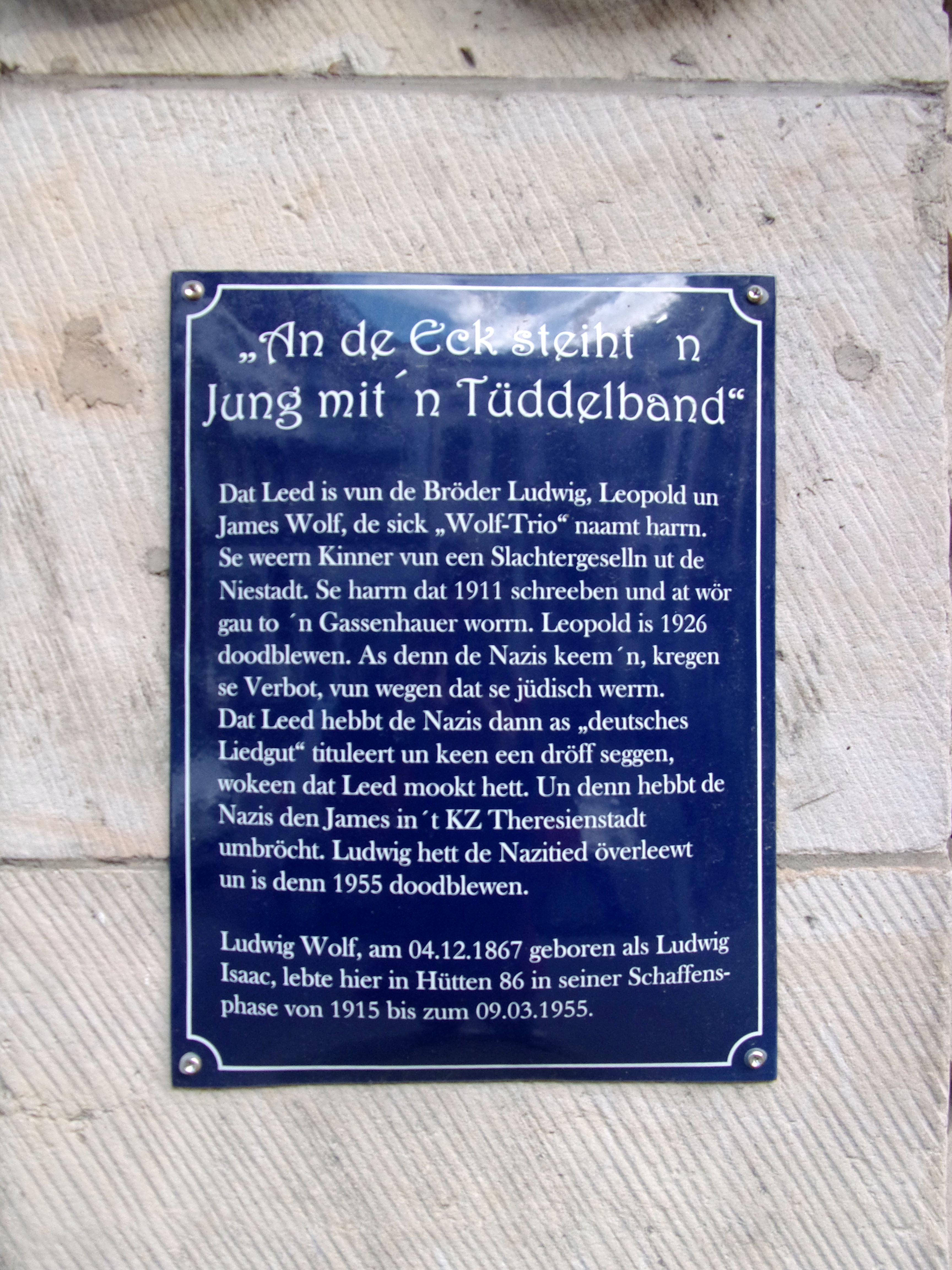
Tafel für Ludwig Wolf, Hütten 86 (Hamburg)

Im Jahr 1912 übernahmen die Gebrüder Wolf Hauptrollen und Regie in der Stummfilmproduktion Die Glückspilze. Der Film ist verschollen. In den folgenden Jahren wurden die Brüder auch im Ausland bekannt und tourten beispielsweise durch Skandinavien, die Niederlande und die Schweiz. Der Erfolg ermöglichte den Kauf von Immobilien, etwa des Operettentheaters und des Varietétheaters am Besenbinderhof.
Im Ersten Weltkrieg unterhielten die Gebrüder Wolf mit Auftritten in der Rolle von Soldaten auf Heimaturlaub in der Revue Hamburg im Krieg am Neuen Theater. 1924 nahmen alle Mitglieder der Familie Isaac den Künstlernamen „Wolf“ als bürgerlichen Namen an. 1926 starb Leopold Wolf, und sein Sohn James Iwan Wolf nahm seine Stelle ein. In dieser Besetzung waren die Gebrüder Wolf bis 1933 erfolgreich.
Nach der Machtergreifung der Nazis wurde den beiden die Arbeit wegen ihrer jüdischen Herkunft jedoch immer weiter erschwert, bis sie 1939 vollständiges Auftrittsverbot erteilt bekamen. Ihre Lieder indes wurden zu „deutschem Liedgut“ erklärt. Zwischen 1931 und 1934 erschienen drei UFA-Filme mit Liedern und Motiven der Gebrüder Wolf, in deren Rollen die Schauspieler Guzzi Lantschner und Walter Riml auftraten.
James Iwan Wolf wurde im Konzentrationslager Sachsenhausen interniert, konnte aber nach einjähriger Haftzeit mit seinem Bruder Donat nach Shanghai entkommen, wo sie im „Artist Club“ auftraten, bis sie 1947 vor den kommunistischen Truppen nach New York flohen. Später ließen sie sich in San Diego bzw. San Francisco nieder, wo sie 1981 und 1983 verstarben.
James Wolf, der 1906 aus dem „Wolf-Trio“ ausgestiegen war, wurde 1942 in das KZ Theresienstadt deportiert, wo er 1943 zu Tode kam. Ludwig Wolf überlebte dank seiner Popularität und seiner nicht-jüdischen Ehefrau die Zeit des Nationalsozialismus in Hamburg. Nach dem Krieg trat er als Solokünstler wieder auf und gründete die „Internationale Artisten-Loge“, als deren Ehrenvorsitzender er bis zu seinem Tod am 9. März 1955 fungierte. Er wurde auf dem Ohlsdorfer Friedhof in Hamburg beigesetzt (Grablage BH 60 [1328]).
2002 wurde in den Hamburger Kammerspielen die Premiere von Ulrich Wallers Stück „Die Jungs mit dem Tüdelband“ gefeiert, das sich mit der Geschichte der Gebrüder Wolf auseinandersetzt. Ein Film des deutschen Regisseurs Jens Huckeriede erzählte 2003 die Geschichte des Wolf-Urenkels Dan Wolf, eines amerikanischen Rappers, in der Auseinandersetzung mit der Vergangenheit. Dan Wolf selbst hat das Thema auch in einem eigenen Theaterstück bearbeitet.
Am 5. Juni 2008 wurde auf dem Gelände der ehemaligen Bavaria- und St. Pauli-Brauerei der Gebrüder-Wolf-Platz eingeweiht. Zum Gedenken für James Wolf ist in der Bismarckstraße 11 in Hamburg-Eimsbüttel ein Stolperstein des Künstlers Gunter Demnig verlegt.

## Erhältliche Tonträger
- Snuten un Poten. Musik Antik
- Im Himmel ist’s herrlich (Doppel-CD). Musik Antik
- Return of the Tüdelband (diverse Interpreten mit Coverversionen von Gebrüder-Wolf-Titeln). Trikont
- Die Jungs mit dem Tüdelband (Hörbuch, Doppel-CD). Hoffmann und Campe